# Andrew Mwenda
Andrew Mwenda (Fort Portal, 1972) is een Oegandees journalist, en de stichter en eigenaar van het Oegandese nieuwsmagazine The Independent. Voordien werkte hij voor diverse andere Oegandese media. 
Mwenda haalde een Master of Science in ontwikkelingsstudies aan de School of Oriental and African Studies, een instituut van de Universiteit van Londen, en een bachelor in de journalistiek aan de Universiteit van Makerere in Kampala.
Andrew Mwenda publiceerde tal van artikels in wetenschappelijke tijdschriften, en werd herhaaldelijk geïnterviewd en geciteerd in de internationale pers. Hij staat vooral bekend om zijn kritische afwijzing van ontwikkelingshulp aan Afrika (“Aid for Africa? No thanks.”), en voor zijn kritiek op corruptie en incompetentie van politieke leiders. Hij kwam daarvoor meermaals in aanvaring met de justitie en regering van zijn land.